# Campeonato Mundial de Esqui Estilo Livre de 2023 - Ski cross equipe misto
A prova do Ski cross equipe misto do Campeonato Mundial de Esqui Estilo Livre de 2023 ocorreu nos dia 26 de fevereiro, em Bakuriani, na Geórgia.

## Medalhistas
| Ouro                                   | Prata                                     | Bronze                                  |
| Suécia · David Mobärg · Sandra Näslund | Canadá · Reece Howden · Marielle Thompson | Itália · Federico Tomasoni · Jole Galli |

## Resultados
Um total de 18 esquiadores participaram da competição, totalizando 9 equipes de dois integrantes cada, um por sexo.

### Preliminar
| Colocação | Bib | Nome                             | Nacionalidade | Notas |
| --------- | --- | -------------------------------- | ------------- | ----- |
| 1         | 7   | Federico Tomasoni Jole Galli     | Itália        | Q     |
| 2         | 8   | Daniel Paulus Nikol Kučerová     | Chéquia       | Q     |
| 3         | 9   | Tetsuya Furuno Sakurako Mukogawa | Japão         |       |

### Semifinal
| Colocação | Bib | Nome                                               | Nacionalidade | Notas |
| --------- | --- | -------------------------------------------------- | ------------- | ----- |
| 1         | 1   | David Mobärg Sandra Näslund                        | Suécia        |       |
| 2         | 5   | Youri Duplessis Kergomard Marielle Berger Sabbatel | França        |       |
| 3         | 8   | Daniel Paulus Nikol Kučerová                       | Chéquia       |       |
| 4         | 4   | Niklas Bachsleitner Daniela Maier                  | Alemanha      |       |

| Colocação | Bib | Nome                           | Nacionalidade | Notas |
| --------- | --- | ------------------------------ | ------------- | ----- |
| 1         | 2   | Reece Howden Marielle Thompson | Canadá        |       |
| 2         | 7   | Federico Tomasoni Jole Galli   | Itália        |       |
| 3         | 3   | Jonas Lenherr Fanny Smith      | Suíça         |       |
| 4         | 6   | Tristan Takats Sonja Gigler    | Áustria       |       |

### Final
Final B
| Colocação | Bib | Nome                              | Nacionalidade | Notas |
| --------- | --- | --------------------------------- | ------------- | ----- |
| 5         | 3   | Jonas Lenherr Fanny Smith         | Suíça         |       |
| 6         | 8   | Daniel Paulus Nikol Kučerová      | Chéquia       |       |
| 7         | 4   | Niklas Bachsleitner Daniela Maier | Alemanha      |       |
| 8         | 6   | Tristan Takats Sonja Gigler       | Áustria       |       |

Final A
| Colocação         | Bib | Nome                                               | Nacionalidade | Notas |
| ----------------- | --- | -------------------------------------------------- | ------------- | ----- |
| Medalha de ouro   | 1   | David Mobärg Sandra Näslund                        | Suécia        |       |
| Medalha de prata  | 2   | Reece Howden Marielle Thompson                     | Canadá        |       |
| Medalha de bronze | 7   | Federico Tomasoni Jole Galli                       | Itália        |       |
| 4                 | 5   | Youri Duplessis Kergomard Marielle Berger Sabbatel | França        |       |

Legenda
| Recorde mundial       | Recorde mundial (World record)               |                       | Recorde africano                      | Recorde africano (African) |                                           | Q | Classificado por posição (Qualified) |
| Recorde do campeonato | Recorde do campeonato (Championship record)  | Recorde da América    | Recorde da América (Americas)         | q                          | Classificado por melhor tempo (Qualified) |   |                                      |
| Melhor marca do ano   | Melhor marca do ano (World leading)          | Recorde asiático      | Recorde asiático (Asian)              | DNS                        | Não largou (Did not start)                |   |                                      |
| Recorde nacional      | Recorde nacional (National record)           | Recorde europeu       | Recorde europeu (European)            | DNF                        | Não terminou (Did not finish)             |   |                                      |
| Recorde pessoal       | Recorde pessoal do atleta (Personal best)    | Recorde da Oceania    | Recorde da Oceania (Oceania)          | DSQ / DQ                   | Desclassificado (Disqualified)            |   |                                      |
| Recorde da temporada  | Recorde da temporada do atleta (Season best) | Recorde sul-americano | Recorde sul-americano (South America) | NM                         | Sem marca (No mark)                       |   |                                      |